# Viktória svéd királyi hercegnő
Viktória (Stockholm, 1977. július 14. –) svéd királyi hercegnő, teljes nevén Victoria Ingrid Alice Désirée, Svédország trónörököse, XVI. Károly Gusztáv és Szilvia királyné legidősebb gyermeke. Västergötland hercegnője, melyet férje, Dániel herceg is felvett a házasságkötésükkor 2010. június 19-én. Svédország leendő uralkodójaként ő lehet az első svéd királynő, aki gyermeket hozott a világra, hiszen elődei, Krisztina svéd királynő és Ulrika Eleonóra svéd királynő gyermektelenek voltak, és bár Dániai Margit norvég és svéd királyné, Svédország uralkodója volt ugyan, és egy fiút is szült, de Svédország királynője nem lett belőle, csak Svédország ifjabb királynéja és úrnője címeket viselte hivatalosan.

## Élete

Királyi Monogramja

Viktória 1977. július 14-én született a stockholmi Karolinska Kórházban. 1977. szeptember 27-én keresztelték meg a királyi kastély templomában. Két testvére van, Károly Fülöp és Magdolna.
Viktória hercegnő az 1980. január 1-jével életbe lépett trónörökösödési rend alapján a svéd trón örököse. Eddig az időpontig Svédországban csak férfiágon lehetett trónt örökölni. Már Viktória születése előtt megszülettek az új örökösödési rend alapelvei, melyek nagy vitákat váltottak ki a parlamenti képviselők között, akik közül sokan a nőági örökösödés ellen léptek fel, mások a nőági örökösödés elfogadását ahhoz a feltételhez kötötték, hogy a királynő nem szül fiúgyermeket. A harmadik csoport, akinek akarata végül érvényesült, azt követelte, hogy nemre való tekintet nélkül az elsőszülött legyen a trónörökös. Az új törvény életbelépésével Károly Fülöptől megvonták a trónörökösi hercegi címet, melyet apja, a király a mai napig nehezen fogad el, és ennek a nézetének néha hangot is adott, nevezetesen a törvény visszamenőleges hatályának, mely megfosztotta fiát, Károly Fülöpöt, az akkor féléves a másodszülöttet a trónörökösi címétől. Norvégiában is ugyanebben az évben svéd mintára módosították a trónöröklési törvényt, de ott nem visszamenőleges hatállyal, azaz az addigi trónörökös, Haakon norvég királyi herceg nem cserélt helyet nővérével, Márta Lujza hercegnővel, mint ahogy Svédországban történt, hanem csak az 1980 után születendő és született gyermekekre terjedt ki a törvény hatálya, így Haakon herceg elsőszülöttje, egy kislány, Ingrid hercegnő lett a soron következő örökös, a trón várományosa.  Viktória a 192. a rangsorban a brit trón várományosai között.
2004. október 18-19-én kétnapos hivatalos látogatást tett Magyarországon, melynek során találkozott Mádl Ferenc köztársasági elnökkel, Gyurcsány Ferenc miniszterelnökkel és Szili Katalin házelnökkel.
2009. február 24-én jelentették be hivatalosan, hogy Viktória hétéves kapcsolat után férjhez megy Daniel Westling (1973. szeptember 15. –) személyi edzőhöz és fitneszterem-tulajdonoshoz. Az esküvőre 2010. június 19-én került sor a Stockholmi székesegyházban.

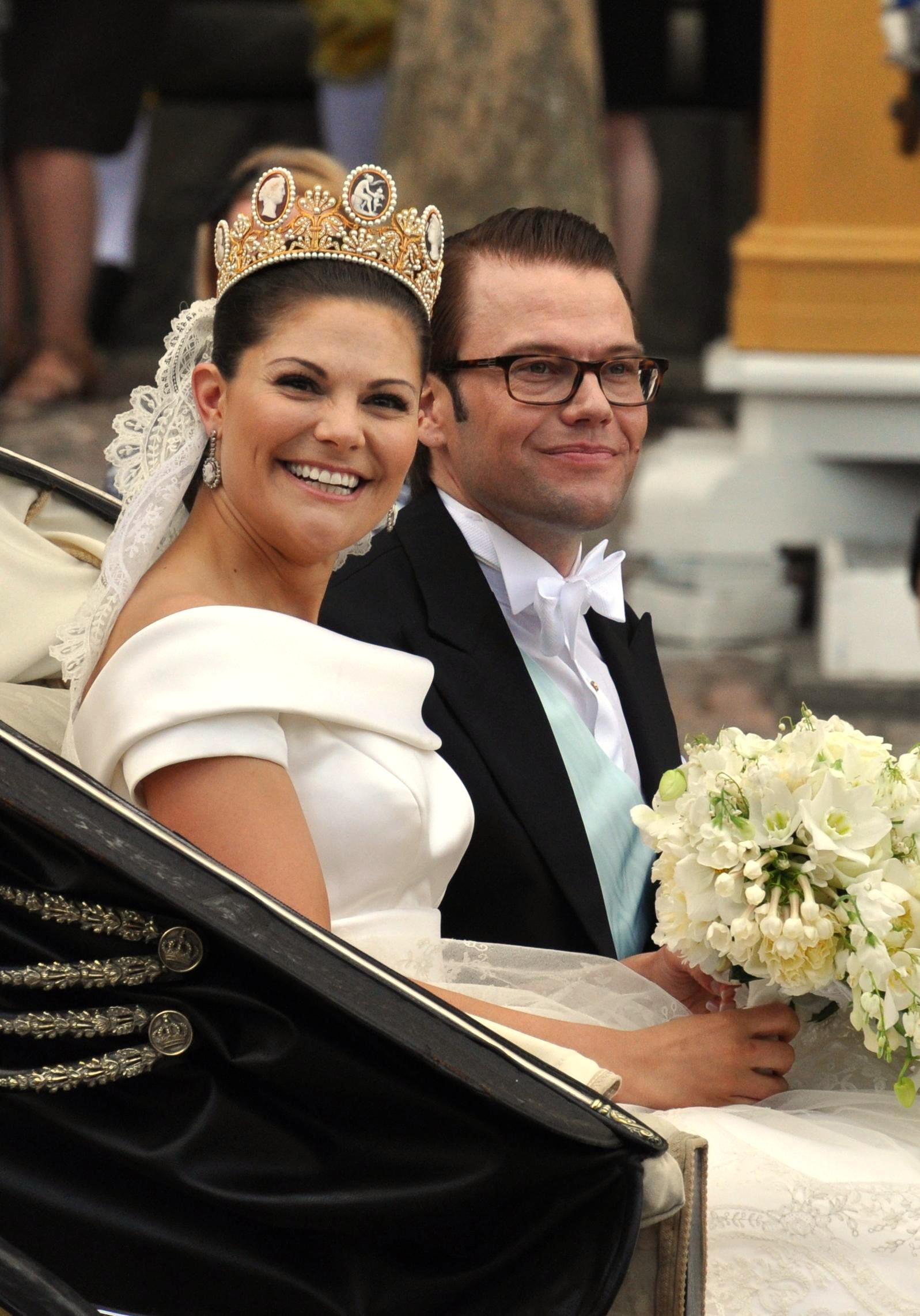
Viktória és férje esküvőjük napján

Viktória férje megkapta a svéd királyi hercegi címet, és Dániel herceg lett belőle, valamint a felesége révén felvette a Västergötland hercege címet. A hercegnő és egy közember házassága Svédországban felerősítette a köztársaságpárti érzelmeket, és már a svédek kevesebb, mint fele támogatja csak a monarchiát.
2012. február 23-án egy kislánynak adott életet, aki az Esztella nevet kapta.
2016. március 2-án egy kisfiút szült, aki az Oszkár nevet kapta.

### Külső hivatkozások
- Profil Archiválva 2009. augusztus 6-i dátummal a Wayback Machine-ben, svéd királyi család (svéd, angol)